# Aca Lukas
Aca Lukas (en serbe cyrillique : Аца Лукас ; né le 3 novembre 1968 à Belgrade), de son vrai nom Aleksandar Vuksanović (Александар Вуксановић), est un chanteur folk serbe.

## Carrière
En 1995, Aca Lukas enregistre son premier album juste après le succès de sa chanson Kuda idu ljudi kao ja, écrit par Aleksandar Radulović Futa et Marina Tucaković dans un style mêlant la pop, le rock et le folk, avec des musiques empruntées à la Grèce et la Turquie. En 1997, les mêmes musiciens lui composent un album contenant la chanson Pesma od bola qui devient le succès de l'année, à côté de Ja zivim sam et Nije ti ovo Amerika.
En 1999, Aca Lukas donne son premier concert à la Hala Pionir de Belgrade devant 10 000 jeunes gens. Après une tournée dans tout le pays, il se produit au stade du Centre de sports et de loisirs de Tašmajdan. Dans l'intervalle, Aca publie deux albums pour le marché international.
En 2002, il publie l'un de ses meilleurs albums, intitulé Nešto protiv bolova, avec les titres Koma, Nešto protiv bolova et Suncokreti. Après un concert donné à la Foire de Belgrade devant 20 000 personnes, les médias le désignent comme le chanteur folk le plus populaire de Serbie[réf. nécessaire].
Après quatre mois passés en prison, Aca revient avec un nouvel album à succès intitulé Istina je da te lažem mais, peu après, il quitte le pays, alléguant qu'il est « malade » de ceux qui tentent de l'écarter de la scène[réf. nécessaire].
Aca rentre en Serbie en 2006 et se produit en tant qu'« artiste de la nuit » à la Melos dani Estrade de Čačak. Son nouvel album est intitulé Jagnje moje et comporte des titres comme Udari prva et Jagnje moje.
En février 2008, Aca Lukas remporte le premier prix au IId Axal Grand Festival avec sa chanson Upali svetlo. Son album Lešće, compte des titres à succès comme Pao sam na dno, By Pass, Lešće, Chivas etc.
Le 3 novembre 2008, pour son 40e anniversaire, Aca donne un concert à la Belgrade Arena devant près de 25 000 fans.
Dans la nuit du 3 février 2009, Lukas Aca est visé par un assaillant tenant une arme à feu ; il est blessé à la jambe.

## Discographie

### Albums studio
- 1995 : Ponos i laž (Orgueil et mensonge)
- 1997 : Pesme od bola (1997) (Chansons de douleur)
- 1999 : Lična karta (Carte d'identité)
- 2000 : Rođendan (Anniversaire)
- 2001 : Nešto protiv bolova (Quelque chose pour la douleur)
- 2004 : Istina je da te lažem (La Vérité, c'est que je te mens)
- 2006 : Jagnje moje (Mon agneau)
- 2008 : Lešće (N.B. : Lešće est le nom d'un cimetière de Belgrade)
- 2012 : Stil života (Mode de vie)

### Cover albums
- 1998 : Jedno veče u kafani
- 1999 : Drugo veče u kafani
- 1999 : Još sam tu (za drugove)
- 1999 : Zora beli...
- 2000 : Aca Lukas & O.K. Band

### Albums live
- 1999 : Najveća žurka na Balkanu (1999) (La plus grande Fête des Balkans)
- 2002 : Žurka (La Fête)

### Compilations
- 2000 : The Best of Aca Lukas
- 2008 : Aca Lukas - Hitovi
- 2012 : Aca Lukas - Stil života